# Orla Brady

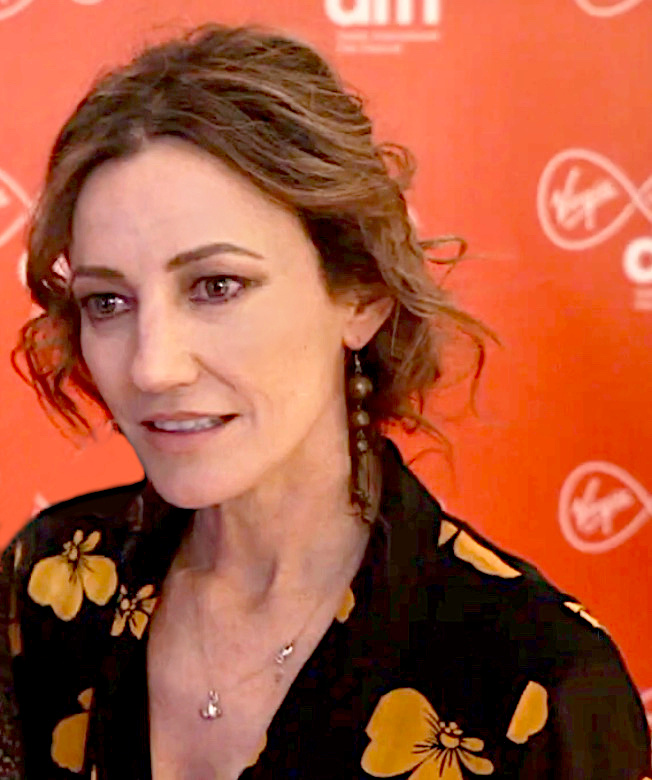
Orla Brady (2020)

Orla Brady (* 28. März 1961 in Dublin) ist eine irische Schauspielerin.

## Karriere
Im britischen Fernsehen spielte Brady in Fernsehserien wie The Rector’s Wife (1993). Brady gab ihr Filmdebüt in Words Upon The Window Pane (1994), welches auf einem Schauspiel von W.B. Yates basiert. Brady studierte Schauspiel an der „Ecole Phillippe Gaulier“ in Paris. 1999 spielte sie die Hauptrolle der Sheila Cloney in A Love Divided. Für diese Rolle wurde sie als Beste Schauspielerin beim Monte Carlo Film Festival ausgezeichnet.
Außerdem spielt Brady in der Serie Mistresses – Aus Lust und Leidenschaft die Rolle der Siobhan.
Im zweiteiligen US-amerikanischen Fantasy-Fernsehfilm Kampf der Kobolde – Die Legende einer verbotenen Liebe (1999) spielte Brady die Rolle der Kathleen Fitzpatrick.
Seit 2010 war Brady bisher fünfmal in der US-amerikanischen Fernsehserie Fringe zu sehen. Ihre Auftritte umfassten die Episoden Peter, Die andere Seite (1), Versuchsperson 13, Rückkehr ins Ungewisse und Der Feind meines Feindes. Zudem spielte sie 2010 in der britischen Miniserie Strike Back mit.
Ab 2020 trat Orla Brady in mehreren Folgen von Star Trek: Picard als romulanische Haushälterin von Admiral Picard auf.   
Brady ist mit dem Schauspieler Nick Brandt verheiratet.

## Filmografie (Auswahl)

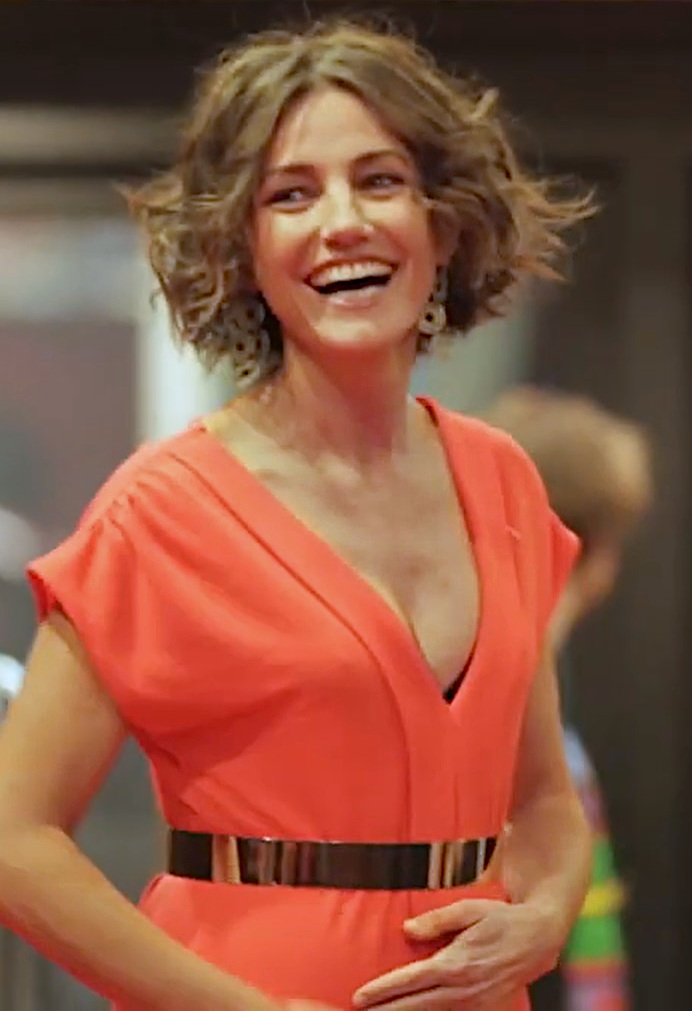
Orla Brady (2015)

- 1993: Der Aufpasser (Minder, Fernsehserie, 1 Folge)
- 1994: The Bill (Fernsehserie, 1 Folge)
- 1994: Words Upon the Window Pane
- 1996–1996: Out of the Blue (Fernsehserie, 12 Folgen)
- 1997: Noah’s Ark (Fernsehserie, 6 Folgen)
- 1997: The Heart Surgeon (Fernsehfilm)
- 1998: Sturmhöhe (Wuthering Heights, Fernsehfilm)
- 1999: Kampf der Kobolde – Die Legende einer verbotenen Liebe (The Magical Legend of the Leprechauns, Fernsehfilm)
- 1999: A Love Divided
- 2000: Lushins Verteidigung (The Luzhin Defence)
- 2001: Silent Grace
- 2002: Fogbound
- 2003: The Debt (Fernsehfilm)
- 2004: Lawless (Fernsehfilm)
- 2004: Nip/Tuck – Schönheit hat ihren Preis (Nip/Tuck, Fernsehserie, Folge 2x02 Christian Troy)
- 2004–2005: Proof (Fernsehserie, 8 Folgen)
- 2005: Revelations – Die Offenbarung (Revelations, Fernsehserie, 6 Folgen)
- 2005: World of Trouble (Fernsehfilm)
- 2006: Sixty Minute Man (Fernsehfilm)
- 2006: Jesse Stone: Totgeschwiegen (Jesse Stone: Death in Paradise)
- 2007: Protect and Serve (Fernsehfilm)
- 2007: How About You…
- 2007: 32A
- 2007–2008: Shark (Fernsehserie, 4 Folgen)
- 2008: Kommissar Wallander – Die Brandmauer
- 2008–2010: Mistresses – Aus Lust und Leidenschaft (Mistresses, Fernsehserie, 16 Folgen)
- 2010: Strike Back (Fernsehserie, 2 Folgen)
- 2010: The Deep (Fernsehserie, 5 Folgen)
- 2010–2012: Fringe – Grenzfälle des FBI (Fringe, Fernsehserie, 5 Folgen)
- 2012: Eternal Law (Fernsehserie, 6 Folgen)
- 2012: Sindbad (Sinbad, Fernsehserie, 9 Folgen)
- 2013: The Cop – Crime Scene Paris (Jo, Fernsehserie, 8 Folgen)
- 2013: Doctor Who (Fernsehserie, 1 Folge)
- 2013: Wayland’s Song
- 2013: Agatha Christie’s Poirot (Fernsehserie, 1 Folge)
- 2015: The Price of Desire
- 2015–2019: Into the Badlands (Fernsehserie, 25 Folgen)
- 2017: The Foreigner
- 2018: Collateral (Fernsehvierteiler)
- 2019: Rose Plays Julie
- 2019: A Girl from Mogadishu
- 2019: American Horror Story: 1984 (Fernsehserie, 4 Folgen)
- 2020–2023: Star Trek: Picard (Fernsehserie)
- 2020: The South Westerlies (Fernsehserie, 6 Folgen)
- 2021: Black Medicine
- 2022: The Other Me
- 2022: Death in Paradise (Fernsehserie, Folge 11x08)
- 2023: Freud – Jenseits des Glaubens (Freud’s Last Session)
- 2025: Bosch: Legacy (Fernsehserie)